# Gündlischwand
Gündlischwand je obec v okrese Interlaken-Oberhasli v kantonu Bern ve Švýcarsku. Žije zde 338 obyvatel.
Pod obec spadá také osada Zweilütchinen. 

## Geografie

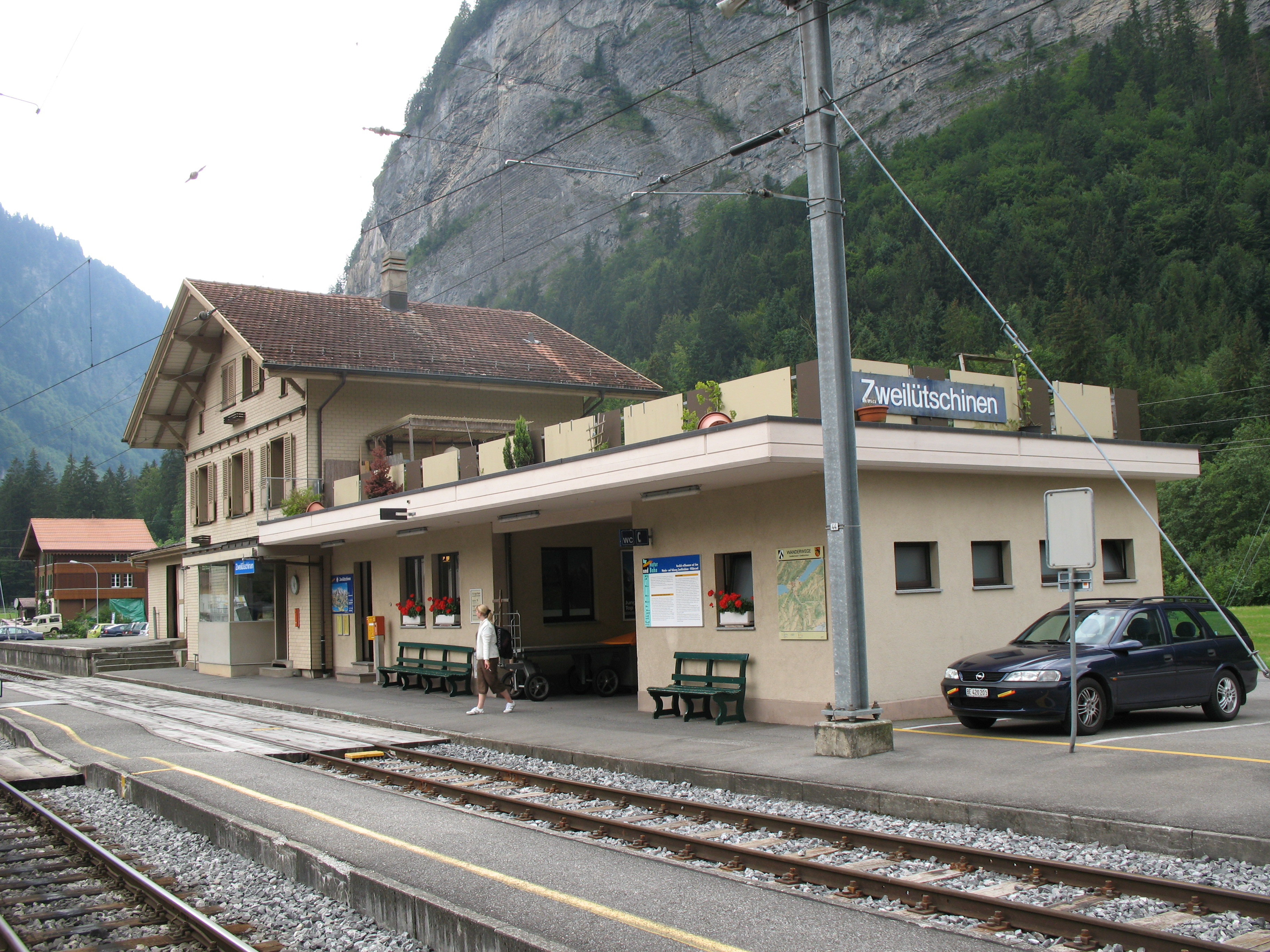
Železniční stanice Zweilütschinen

Gündlischwand se nachází v oblasti Berner Oberland v Bernských Alpách po obou březích řeky Schwarze Lütschine. V horní části obce se nachází údolí Sägistal s malým jezerem a horou Sägissa (2465 m n. m.). Na druhé straně se území obce (2280 m n. m.) rozkládá těsně pod vrcholem Männlichen nad Obere Spätenenalp. Na území obce leží také soutok řek Weisse a Schwarze Lütschine. V katastru Gündlischwandu se nachází také stanice na Schynige Platte, konečná stanice ozubnicové železnice Schynige Platte Bahn. Ve směru hodinových ručiček od severu sousedí s obcemi Iseltwald, Lütschental, Lauterbrunnen, Gsteigwiler a Bönigen.
Vesnice Zweilütschinen je mnohem známější než obec Gündlischwand díky stejnojmenné železniční stanici na železnici Berner Oberland-Bahn (BOB). Jméno obce je odvozeno od soutoku řek Lütschinen, bílá a černá.

## Historie

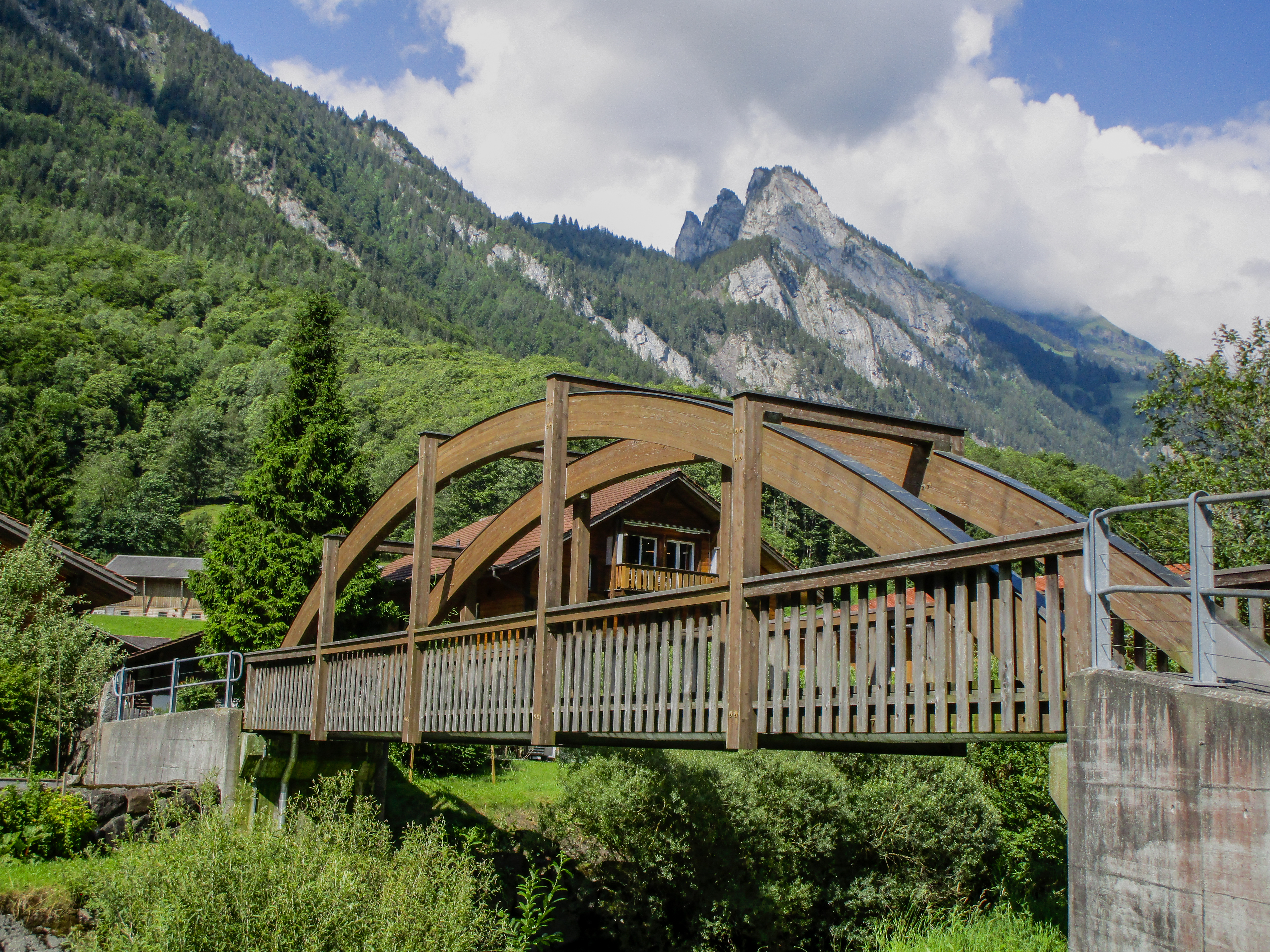
Historický most přes řeku Schwarze Lütschine

Při první zmínce v roce 1331 se obec jmenovala Gundlisswant. Majitelem bylo augustiniánské převorství v Interlakenu, které drželo zboží a práva k osadě. S reformací připadla vesnice v roce 1528 Bernu a byla spravována panstvím Interlaken. Zweilütschinen, místní část Gündlischwand, byla od roku 1580 vesnicí u důležitého mostu s ideální polohou na soutoku řek Weisse a Schwarze Lütschine.
Od konce 16. století až do roku 1715 se v takzvaném Schmelziwaldu tavila železná ruda vytěžená v zadní části údolí Lauterbrunnental. Pozůstatky tohoto zařízení, které mělo vysokou pec, hamr, slévárnu, dřevěné uhlí, mlýn a krčmu, se dochovaly dosud. Gündlischwand patří do farnosti Gsteig.
Dne 2. září 1854 zničil velký požár velkou část staré části obce. Shořelo devět domů a deset stodol. V důsledku toho přišlo těsně před zimou o střechu nad hlavou 15 domácností s více než 60 lidmi. Od roku 1890 má Gündlischwand železniční spojení díky zastávce Zweilütschinen, provozované společností Berner Oberland-Bahn (BOB). Železnice je dosud nejvýznamnějším zaměstnavatelem v obci; nachází se zde také depo a dílny. Společnost BOB zde má skladiště a rozdělují se zde tratě z Interlakenu na Lauterbrunnen a Grindelwald. Přední část jede do Lauterbrunnenu a zadní odbočuje do Grindelwaldu. Obráceným směrem se soupravy spojují stejným způsobem.

## Obyvatelstvo
| Rok            | 1764 | 1850 | 1880 | 1900 | 1930 | 1950 | 1980 | 1990 | 2000 | 2023 |
| Počet obyvatel | 123  | 335  | 279  | 321  | 316  | 308  | 287  | 262  | 263  | 346  |